# Helicops apiaka
Helicops apiaka là một loài rắn trong họ Rắn nước. Loài này được Kawashita-Ribeiro, Ávila & Morais mô tả khoa học đầu tiên năm 2013.